# Kámen (Havlíčkův Brod-i járás)
Kámen település Csehországban, a Havlíčkův Brod-i járásban. Kámen Skuhrov, Tis, Vepříkov, Sedletín és Habry településekkel határos. Lakosainak száma 435 fő (2024. január 1.).

## Népesség
A település lakosságának változását az alábbi diagram mutatja:
| Lakosok száma | 670  | 609  | 664  | 460  | 465  | 387  | 381  | 383  | 388  | 435  |
|               | 1869 | 1890 | 1921 | 1950 | 1980 | 2001 | 2017 | 2019 | 2022 | 2024 |